# Фабричне законодавство
Фабричне законодавство — правила, постанови і розпорядження щодо режиму праці на фабриках, заводах й інших підприємствах; під цією назвою діяло в дореволюційній Росії, а в СССР фабричне законодавство було частиною трудового права.

## Історія
Петро І встановив у Росії 1722 року робочий день на фабриках 13,5 год. та запровадив посаду держ. наглядача за здійснення цього закону. Першим більшменш повним актом Ф. з. було «положення» про взаємини між робітниками і власниками підприємств (1835). У другій пол. 19 ст. царський уряд, видав низку законів, якими регулювалася праця на пром. підприємствах: 1882 — 8-годинний робочий день для малолітніх (від 12 до 15 pp.); 1886 — ряд постанов про наймання фабричних і с.-г. робітників та про їх взаємини з працедавцями; 1894 — утворення фабричної поліції; 1899 — робочий день для звич. робітників (11,5 год.); 1903 — .створення посади фабричного «старости» для полагоджування конфліктів між робітниками й підприємцями; 1905 — введено право страйку (1906 це право обмежено для с.-г. робітників); 1912 — закон про страхування і лікарські каси.
1917 Тимчасовий уряд Росії, а в Україні Українська Центральна Рада видали низку актів Ф. з., якими запроваджено поступові закони на зразок зах. про охорону праці: заборона нічної праці для підлітків і жінок, утворення фабрично-заводських комітетів. III Універсал Укр. Центр. Ради запровадив 8-годинний день праці та встановив держ. контроль над виробництвом. Утворені на поч. революції в березні — квітні 1917 фабрично-заводські комітети мали розробляти тарифи зарплатні для укладення нових колективних договорів, дбати за поліпшення умов праці й брати участь у роб. контролі. Спершу комітети були неполіт., згодом частина їх підпала під вплив большевиків, а ін. намагалися зберегти свою незалежність від партії навіть після больш. перевороту; саме з них набиралися діячі «роб. опозиції». У січні 1918 больш. уряд ухвалив злиття їх з профспілками (див. Робітничий контроль).
Контрольним органом за виконанням фабричне законодавство в царській Росії була фабрична інспекція (з 1882), яка однак діяла лишена приватних підприємствах. В Україні були дві округи фабричної інспекції: Київ. (охоплювала 7 укр. губ.) і Харківська (2 укр. губ.) з старшим фабричним інспектором та губернія «присутствієм» у фабричних і гірничих справах як контрольними установами на чолі. Фабрична інспекція продовжувала діяти і за Центр. Ради. У березні 1919 раднарком УССР перетворив її на роб. інспекцію.